# Sonic Division
Sonic Division – to projekt dwóch twórców muzyki trance, progressive trance oraz electro. Dystans do branży muzycznej, nietypowe jej postrzeganie oraz zabawa dźwiękiem przysporzyły im tylu zwolenników, co przeciwników. Jednak dla chłopaków nie jest ważne to, jak odbiera ich publiczność – sami powtarzają: „nie celujemy w gusta, to nasz styl – muzyka obroni się sama”.
Sonic Division wydają pod szyldem kilku wydawnictw. Współpracują m.in. z prowadzonym przez Markusa Schulza – Coldharbour Recordings oraz Solarstone – Deep Blue Records.

## Wydawnictwa

### Produkcje
- 2007 Painting The Silence EP (incl. Everwake / Maternal Love / Khatan remixes, Deep Blue, featuring Spychool)
- 2007 Crying Dew EP (incl. N2O / Gabriel Batz / Abbeyonce / Simuck remixes, Metallic, featuring Spychool)
- 2007 Panta Rhei (Coldharbour Selections pt. 14, Coldharbour / Armada, featuring Spychool)
- 2007 Time Machine (incl. New Identity / Danilo Ercole remixes, Well Mixed)
- 2007 If I Had Wings EP (incl. Take your chance / Bulky Hero, Coldharbour / Armada)
- 2008 Someday (Well Mixed Moments part 1, Well Mixed)
- 2008 Day and Night (incl. Akesson / Kimito Lopez / Monogato remixes, Fraction)
- 2008 Sick Kitties EP (incl. Wild Summer, Ora Recordings)

### Remiksy
- 2007 Everwake – First (Sonic Division remix) [Deep Blue]
- 2007 N2O – Territory (Sonic Division remix) [Profuse]
- 2007 Algarve – Greasepaint (Sonic Division remix) [Coldharbour / Armada]
- 2007 Mystique – Just a thought (Sonic Division remix) [Real Deep]
- 2007 Der Mystik vs Heatbeat – The Last Reminder (Sonic Division remix) [Real Music]
- 2007 P.A.F.F. – There is no spoon (Sonic Division remix) [Flashover]
- 2008 Underwater – Sleeping under the stars (Sonic Division remix) [Shah-Music]
- 2008 Bjorn Akesson – Sunchaser (Sonic Division remix) [Fraction]
- 2008 Frase and Koto – Down to the wire (Sonic Division remix) [Insatiable]
- 2008 Mike EFEX - A Call From The Past (Sonic Division remix) [Neuroscience Deep]
- 2009 M.A.T.W.S - Beyond The Limits (Sonic Division remix) [Global Uniting]
- 2009 Gudowski - Close Encounters (Sonic Division remix) [Phatt Sounds]
- 2010 Skytech - Comet (Sonic Division remix) [Coldharbour / Armada]
- 2010 Mario Ayuda - Weekend (Sonic Division remix) [Tentramade]